# Identidad de Lagrange
En matemática, la identidad de Lagrange es una identidad relacionada con la factorización  de productos y sumas de cuadrados. En su forma más simple establece:
| Para cualesquiera números {\displaystyle a_{1},a_{2},b_{1},b_{2}} se cumple: {\displaystyle (a_{1}^{2}+a_{2}^{2})(b_{1}^{2}+b_{2}^{2})=(a_{1}b_{1}+a_{2}b_{2})^{2}+(a_{1}b_{2}-a_{2}b_{1})^{2}} |

La forma anterior puede generalizarse a un número arbitrario de variables.
| Si {\displaystyle a_{1},a_{2},\ldots ,a_{n}} y {\displaystyle b_{1},b_{2},\ldots ,b_{n}} son números (reales o complejos) entonces {\displaystyle \left(\sum _{k=1}^{n}a_{k}^{2}\right)\left(\sum _{k=1}^{n}b_{k}^{2}\right)=\left(\sum _{k=1}^{n}a_{k}b_{k}\right)^{2}+\sum _{1\leq i<j\leq n}(a_{i}b_{j}-a_{j}b_{i})^{2}} |

## En anillos conmutativos
La forma más directa de demostrar la identidad de Lagrange es hacer uso de desarrollos algebraicos demostrando la validez de la identidad no solo para números reales o complejos sino para elementos de cualquier anillo conmutativo.
| Prueba mediante desarrollo algebraico |
| Primero hacemos uso de la fórmula para desarrollar una suma elevada al cuadrado: {\displaystyle \left(\sum _{k=1}^{n}x_{k}\right)^{2}=\sum _{k=1}^{n}x_{k}^{2}+\sum _{1\leq i<j\leq n}2x_{i}x_{j}} sustituyendo {\displaystyle x_{k}} por {\displaystyle a_{k}b_{k}}: {\displaystyle \left(\sum _{k=1}^{n}a_{k}b_{k}\right)^{2}=\sum _{k=1}^{n}a_{k}^{2}b_{k}^{2}+\sum _{1\leq i<j\leq n}2a_{i}b_{j}a_{j}b_{i}} Por otro lado, del binomio al cuadrado {\displaystyle (a_{i}b_{j}-a_{j}b_{i})^{2}=a_{i}^{2}b_{j}^{2}-2a_{i}b_{j}a_{j}b_{i}+a_{j}^{2}b_{i}^{2}} podemos despejar {\displaystyle 2a_{i}b_{j}a_{j}b_{i}=a_{i}^{2}b_{j}^{2}+a_{j}^{2}b_{i}^{2}-(a_{i}b_{j}-a_{j}b_{i})^{2}} y sustituyendo en la suma previa resulta en {\displaystyle \left(\sum _{k=1}^{n}a_{k}b_{k}\right)^{2}=\sum _{k=1}^{n}a_{k}^{2}b_{k}^{2}+\sum _{1\leq i<j\leq n}(a_{i}^{2}b_{j}^{2}+a_{j}^{2}b_{i}^{2})-\sum _{1\leq i<j\leq n}(a_{i}b_{j}-a_{j}b_{i})^{2}} Pero {\displaystyle \sum _{k=1}^{n}a_{k}^{2}b_{k}^{2}+\sum _{1\leq i<j\leq n}(a_{i}^{2}b_{j}^{2}+a_{j}^{2}b_{i}^{2})} es la suma de todos los términos de la forma {\displaystyle a^{2}b^{2}} para cualquier par de subíndices y por tanto se puede factorizar como {\displaystyle \sum _{k=1}^{n}a_{k}^{2}b_{k}^{2}+\sum _{1\leq i<j\leq n}(a_{i}^{2}b_{j}^{2}+a_{j}^{2}b_{i}^{2})=\left(\sum _{k=1}^{n}a_{k}^{2}\right)\left(\sum _{k=1}^{n}b_{k}^{2}\right)} Haciendo la sustitución arroja finalmente {\displaystyle \left(\sum _{k=1}^{n}a_{k}b_{k}\right)^{2}=\left(\sum _{k=1}^{n}a_{k}^{2}\right)\left(\sum _{k=1}^{n}b_{k}^{2}\right)-\sum _{1\leq i<j\leq n}(a_{i}b_{j}-a_{j}b_{i})^{2}} equivalente a la identidad que queremos demostrar. |

## Interpretación vectorial
Si consideramos los números {\displaystyle a_{1},a_{2},\ldots ,a_{n}} y {\displaystyle b_{1},b_{2},\ldots ,b_{n}} como componentes de vectores en {\displaystyle \mathbb {R} ^{n}}:

{\displaystyle \mathbf {a} =(a_{1},a_{2},\ldots ,a_{n}),\qquad \mathbf {b} =(b_{1},b_{2},\ldots ,b_{n})},

entonces la identidad de Lagrange puede reescribirse en términos de las normas de los vectores y el producto escalar, pues

{\displaystyle \Vert \mathbf {a} \Vert ^{2}=\left(\sum _{k=1}^{n}a_{k}^{2}\right),\qquad \Vert \mathbf {b} \Vert ^{2}=\left(\sum _{k=1}^{n}b_{k}^{2}\right)}

y 

{\displaystyle \mathbf {a} \cdot \mathbf {b} =\sum _{k=1}^{n}a_{k}b_{k}}

de manera que la identidad de Lagrange se convierte en:
| Si {\displaystyle \mathbf {a} =(a_{1},a_{2},\ldots ,a_{n}),\mathbf {b} =(b_{1},b_{2},\ldots ,b_{n})} son dos vectores de {\displaystyle \mathbb {R} ^{n}}, entonces {\displaystyle \Vert \mathbf {a} \Vert ^{2}\Vert \mathbf {b} \Vert ^{2}=(\mathbf {a} \cdot \mathbf {b} )^{2}+\sum _{1\leq i<j\leq n}(a_{i}b_{j}-a_{j}b_{i})^{2}} |

Sin embargo, cuando {\displaystyle n=3}, la última suma corresponde al cuadrado de la norma del producto vectorial de los vectores y en dicho caso la identidad de Lagrange se expresa como:
| Si {\displaystyle \mathbf {a} =(a_{1},a_{2},a_{3}),\mathbf {b} =(b_{1},b_{2},b_{3})} son dos vectores de {\displaystyle \mathbb {R} ^{3}}, entonces {\displaystyle \Vert \mathbf {a} \Vert ^{2}\Vert \mathbf {b} \Vert ^{2}=(\mathbf {a} \cdot \mathbf {b} )^{2}+\|\mathbf {a} \times \mathbf {b} \|^{2}} |